# Гууз Гослинг Фийлд
„Гууз Гослинг Фийлд“ е футболен стадион в град Пембрук Париш, от английската колония Бермудски острови.
Всъщност стадиончето е малко игрище в центъра на Пемрук Париш.
Намира се на 10 минути пеша от ресторанта „Робин Худ“, в който се е родил едноименният футболен клуб. Истинското име на съоръжението всъщност е БАА Фийлдс, което идва от Бермуда Асосиейшън Фийлд.
С капацитет само от 1000 души, то е собственост на Атлантическата федерация на Бермуда, но неговото основно предназначение е за футбол и бадминтон .